# Глен, Пётр Петрович
Пётр Петро́вич Глен (нем. Peter von Glehn; 27 октября (8 ноября) 1835, Яльгимяэ, Эстония, — 4 [16] апреля 1876, Санкт-Петербург) — российский флорист, систематик растений, путешественник, географ и гидрограф, исследователь Приамурья и Сахалина.

## Биография
Из прибалтийских немцев, дворянин. У него было два младших брата: Николай (1841–1923), основатель Нымме, и Лев, (1844-1920), и 3 сестры: Мария Элизабет (1840–????), Юлия Вильхельмина (1842–1867) и Мария (1843–1884).
С детства увлекался ботаникой, в 1860 году окончил физико-математический факультет Дерптского университета, получив диплом кандидата за работу «Флора окрестностей Дерпта» (нем. Flora der Umgebung Dorpats), которая увидела свет в том же 1860 году.
Незадолго до этого Россия присоединила обширные земли на Дальнем Востоке (Приамурье, Приморье и Сахалин). Для изучения новоприобретённых территорий, в частности системы реки Амур и острова Сахалин, Русское географическое общество подготовило Восточно-Сибирскую экспедицию, руководителем которой был назначен помощник директора Ботанического сада в Дерпте, магистр ботаники, а впоследствии академик Академии наук Ф. Б. Шмидт, который пригласил П. П. Глена (тогда ещё студента) в экспедицию в качестве помощника старшего геолога. Сам Шмидт отправился на Дальний Восток в 1859 году.
С 1 марта 1860 года П. П. Глен был зачислен в состав экспедиции. В марте он выехал из Петербурга, в мае прибыл к верхнему течению Амура, по которому спустился до Николаевска. 16 июля П. П. Глен отплыл на Сахалин, прибыл в пост Дуэ (к югу от Александровска-Сахалинского) и до сентября изучал его окрестности, после чего перешёл к исследованию более северной части острова, сначала на лодке, а с установлением снежного покрова — на санях.
В апреле и мае 1861 года П. П. Глен снова экскурсировал в окрестностях Дуэ, в самом начале лета совершил восхождения на прилежащие горные хребты, а в середине июня, вместе с другим помощником Ф. Б. Шмидта А. Д. Брылкиным, отправился в южную часть острова, где почти всё лето экскурсировал — главным образом по побережьям, вплоть до обеих оконечностей этой части острова: мысов Крильон и Анива.
В сентябре 1862 года П. П. Глен вернулся на Амур, откуда вместе со своим руководителем отправился в Санкт-Петербург. Экспедицией были собраны обширные геологические, ботанические и этнографические коллекции.
В 1868 году отчёты П. П. Глена были изданы на русском и немецком языках. Отчёт на русском языке был напечатан в Петербурге в «Трудах Сибирской экспедиции Императорского Русского географического общества». П. П. Глен описывает в нём свои путешествия по Сахалину, приводит данные о географии и гидрографии острова, общеботанические и геологические обзоры исследованных мест. Все ботанические коллекции П. П. Глена были обработаны Ф. Б. Шмидтом.
В январе 1867 года П. П. Глен был назначен младшим консерватором Императорского Санкт-Петербургского Ботанического сада, а с 9 февраля 1870 года занимал должность старшего консерватора. В этот период П. П. Глен занимался обработкой сибирских коллекций И. С. Полякова (участника Олёкминско-Витимской экспедиции 1866 года), барона Г. Майделя (1867) и А. Л. Чекановского (1869—1875).
4 апреля 1876 года П. П. Глен скоропостижно скончался в возрасте 39 лет.

## В честь Глена названы

### Географические объекты
- Бухта в Охотском море[5] — находится у восточного побережья Сахалина, на берегу бухты лежит посёлок Восточный (Макаровский городской округ).
- Гора (294 м над уровнем моря) на Западном хребте полуострова Шмидта острова Сахалин (название присвоено в 1910—1914 гг.[5]).
- Станица Гленовская Уссурийского казачьего войска, ныне в черте города Вяземский

### Род растений
Монотипный род Гления (Glehnia F.Schmidt) из семейства Зонтичные (Apiaceae), единственный представитель которого — Гления прибрежная (Glehnia littoralis F.Schmidt ex Miq.) — растёт на песках морских побережий северной части Тихого океана (Восточной Азии и Северной Америки).

### Виды растений
- Астра Глена (Aster glehnii F.Schmidt) из семейства Сложноцветные (Asteraceae) — травянистый многолетник, распространённый на Сахалине, южных Курилах и севере Японии.
- Кардиокринум Глена (Cardiocrinum glehnii (F.Schmidt) H.Hara) [syn. Lilium glehnii F.Schmidt] из семейства Лилейные (Liliaceae) — высокий и очень декоративный луковичный многолетник, встречающийся в зарослях крупнотравья на Сахалине, Курилах, Хоккайдо и Хонсю, редкое растение, занесённое в Красные книги России и Сахалинской области.
- Посконник Глена (Eupatorium glehnii F.Schmidt et Trautv.) из семейства Сложноцветные — травянистый многолетник, распространённый на Сахалине, южных Курилах и севере Японии.
- Жимолость Глена (Lonicera glehnii F.Schmidt) из семейства Жимолостные (Caprifoliaceae) — кустарник, распространённый на Сахалине и Хоккайдо;
- Ель Глена (Picea glehnii (F.Schmidt) Mast.) из семейства Сосновые (Pinaceae) — небольшое дерево высотой 10—15 м, растущее в заболоченных местообитаниях на юге Сахалина, Курильских островов и на Хоккайдо, занесено в Красную книгу Сахалинской области.

Типовые образцы всех этих растений были собраны П. П. Гленом во время двухлетнего путешествия по Сахалину, а сами таксоны описаны Ф. Б. Шмидтом.

## Печатные труды
- Glehn P. von. Flora der Umgebung Dorpats. // Arch. Naturk. Liv-, Ehst- u. Kurlands, 2. Ser., 1860, Bd. 2, S. 489—574. Отдельно: Dorpat, 1860. 88 S. (674 таксона).
- Шмидт Ф. Б. и Глен П. П. Труды Сибирской экспедиции Императорского Русского географического общества. Физический отдел. Т. 1. Исторические отчёты. СПб. 1868
- Glehn P. von. Verzeichniss der im Witim-Olekma Lande von den Herren J. S. Poljakow und Baron G. Maydell gesammelten Pflanzen. // Тр. С.-Петерб. ботан. сада, 1876, т. 4, вып. 1, с. 1-96.